# 진도 고니류 도래지
진도 고니류 도래지(珍島 고니류 渡來地)는 대한민국 전라남도 진도군 진도읍에 있는 백조 도래지이다. 1962년 12월 7일 대한민국의 천연기념물 제101호로 지정되었다.

## 개요
백조는 유럽과 소련, 몽고, 중국 등지에서 번식하고 겨울에는 아프리카, 인도, 우리 나라 등지로 날아와서 11∼2월까지 겨울을 보낸다. 우리 나라에서는 해안가 주변에서 겨울을 지내고, 봄이 오면 다시 번식을 위해 북으로 이동하는 규칙적인 생활을 반복한다. 백조는 최근 고니라고 부른다.
진도의 백조도래지는 한반도의 서남쪽에 위치하고 있다. 진도는 서남부 해상을 거쳐 이동하는 백조 집단에게 잠시 쉬어갈 수 있는 휴식공간을 제공하기에 적합한 곳이다. 이 지역은 대도시에서 멀리 떨어져 있어 환경오염에서 어느 정도 피해 갈 수 있었으나 최근 간척과 매립으로 새들의 먹이가 줄어들자 백조들은 근처의 해안으로 흩어져 겨울을 나기도 한다.
백조가 많이 날아오는 해는 풍년이 든다고 하며, 사람을 좋아하여 유럽과 일본 등에서는 먹이를 얻어 먹기 위해 사람 가까이 다가오기도 하나, 우리나라에서는 사람을 경계하여 가까이 하기 힘들다.
진도의 백조도래지는 우리 나라 서남해 해상에서 백조들이 겨울을 지낼 수 있는 유일한 지역으로 그 환경을 보호하기 위해 천연기념물로 지정하였다.

## 같이 보기
- 백조

## 참고 자료
- 진도 고니류 도래지 - 국가유산청 국가유산포털